# Hamilkar (Erster Punischer Krieg)
Hamilkar (punisch Ḥmlk „Gnade des Mlk“) war ein karthagischer Feldherr, der in der ersten Hälfte des Ersten Punischen Krieges mit wechselndem Erfolg gegen die Römer kämpfte.
Hamilkar ist zu unterscheiden von Hamilkar Barkas, dem Vater Hannibals, wenngleich ihn auch antike Autoren mit ihm verwechselten. Zum ersten Mal erscheint Hamilkar in den Quellen, als er sich auf Sizilien seiner unzuverlässigen keltischen Söldner entledigte, die er an den Konsul Titus Otacilius Crassus verriet. In der Folgezeit operierte er erfolgreich gegen die Römer, indem er mehrere Städte zurückeroberte. Hamilkar ließ Drepana zu einem Kriegshafen ausbauen. Im Jahr 257 v. Chr. nahm er an der Seeschlacht von Tyndaris teil. Im Folgejahr verschuldete er die Niederlage in der Seeschlacht von Eknomos, die der römischen Flotte unter Marcus Atilius Regulus die Landung in Afrika ermöglichte.
Daraufhin wurde Hamilkar nach Karthago zurückberufen und übernahm das Kommando gegen die in Afrika gelandeten Römer, denen er in der Schlacht von Adys unterlag. Anschließend unterstellte er sich dem Kommando des spartanischen Söldnerführers Xanthippos. Nach dessen Sieg über Regulus in der Schlacht von Tunes musste Hamilkar gegen aufständische numidische und maurische Stämme vorgehen, wobei er größte Grausamkeit an den Tag legte. Weiteres ist über ihn nicht bekannt. Er war der Vater zweier Söhne: Hannibal, der 250 v. Chr. ein karthagisches Heer nach Lilybaion brachte, und Hanno, der der Friedensgesandtschaft zu Regulus angehörte.